# Азыхантроп
Азыхантроп — название, данное ископаемому представителю семейства гоминид, чья нижняя челюсть была обнаружена азербайджанскими учёными во главе с Мамедали Гусейновым в 1968 году в Азыхской пещере на территории Гадрутского района Нагорно-Карабахской автономной области Азербайджанской ССР. Принадлежит так называемому пренеандертальцу (а точнее пренеандертальцу гейдельбергского типа). При этом следует понимать, что найденные останки не принадлежат предку современного человека, так как в настоящее время учёные больше не считают неандертальцев предками современных людей.

## Датировка останков
В связи с тем, что в записях и отчётах азербайджанских археологов была допущена неточность относительно археологического слоя, в котором была найдена челюсть, в датировке фоссилий существует разброс от 450 до 50 тысяч лет до н. э. Данные радиоуглеродного анализа до сих пор неизвестны, так как этот метод анализа не позволяет определять возраст углеродсодержащего материала старше 40—50 тысяч лет. Считается также, что эта челюсть принадлежала женщине 18—22 лет. Ныне этот осколок кости хранится в Музее истории Азербайджана.

## Орудия труда и другие предметы
В пещере были обнаружены также палеолитические орудия труда, которые относятся к ашёльской культуре, остатки кострищ и примитивного жилища. Экспонаты из Азыхской пещеры были выставлены в 1981—1982 годах во Франции (Университет Ниццы), где оказались в центре внимания мировой научной общественности.
В 2010—2020 годах в Азыхской пещере продолжались раскопки силами учёных из Армении, Англии, Ирландии и Испании на средства контролировавшей эту территорию непризнанной Нагорно-Карабахской Республики. С точки зрения Азербайджана данные исследования были незаконными. 23 ноября 2020 года в Баку были доставлены 90 пластиковых ящиков с археологическими находками из Азыхской пещеры, обнаруженные в селе Азых Ходжавендского района, взятого под контроль азербайджанскими войсками (до вооруженного конфликта осенью 2020 эта территория была включена в Гадрутский район непризнанной НКР).